# Grammar school

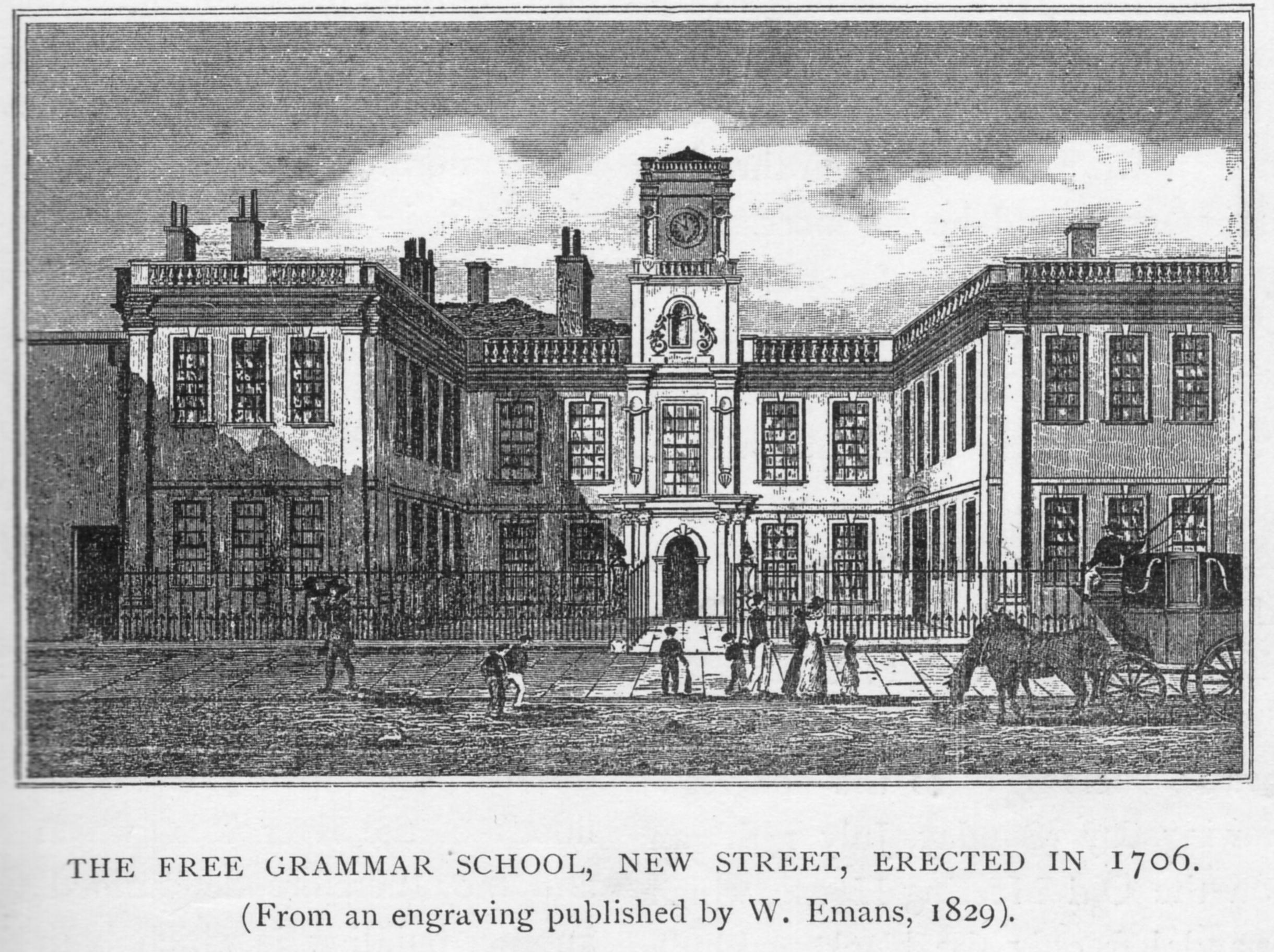
La King Edward's School di Birmingham nel 1829

L'espressione grammar school oggi indica nel Regno Unito una scuola secondaria simile al liceo dei paesi latini e al Gymnasium di quelli di lingua tedesca, ovvero designa una scuola secondaria propedeutica all'università. Le scuole sono note soprattutto per l'attenzione allo studio dell'antichità classica e, perciò, del latino e del greco.
Il corso, che dura otto anni, prepara per l'accesso all'università; la maggior parte dei diplomati, tuttavia, sceglie, dopo sei anni, ottenuto il Grammar School Certificate, di entrare in un technical college.
Negli Stati Uniti, invece, si chiama grammar school una scuola primaria o elementare.

## Storia

### Medioevo
Nell'Europa medievale scolae grammaticales era la denominazione per ogni scuola. 
Benché l'espressione scolae grammaticales non fosse usata prima del Trecento, alcune grammar school vantano una fondazione risalente al VI secolo, come la King's School di Canterbury (597) e la King's School di Rochester (604).
Le scuole medievali erano annesse alle cattedrali o ai monasteri e vi si insegnava il latino (la lingua della Chiesa) ai futuri preti e monaci. Vi potevano essere insegnate anche altre materie, come la musica e la metrica (per la liturgia), l'astronomia e la matematica (per determinare il calendario liturgico), nonché il diritto.

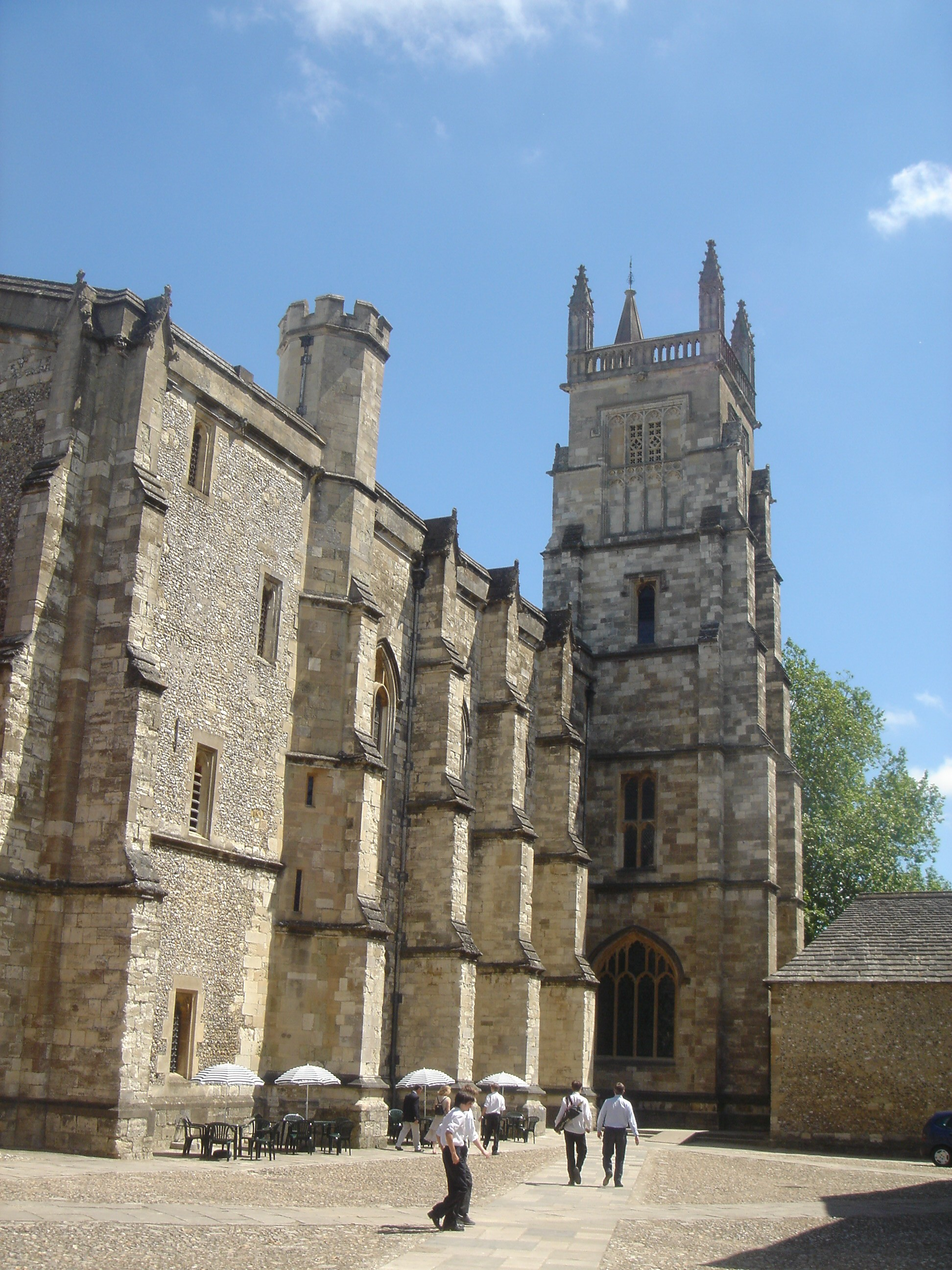
La cappella del collegio di Winchester

Con la fondazione delle università medievali, dal tardo XII secolo le grammar school divennero propedeutiche allo studio delle arti liberali, con il latino come premessa per apprendere le arti del trivio. Normalmente, gli alunni studiavano alla grammar school fino ai quattordici anni, dopodiché, potevano andare all'università per proseguire gli studi. Tre delle prime scuole inglesi indipendenti dalla Chiesa erano strettamente collegate alle università - Winchester College (1382), Oswestry School (1407) ed Eton College (1440); erano collegi dove i ragazzi dormivano, cosicché vi potevano studiare alunni provenienti da tutto il Regno.
Nel Trecento in Inghilterra e Galles c'erano circa quattrocento grammar school per una popolazione intorno ai due milioni e mezzo di abitanti. Spesso queste scuole erano chiamate high school, soprattutto in Scozia, dove questo nome fu usato per la prima volta a Edimburgo nel 1519.

### La riforma protestante
Le grammar school erano gratuite e, a partire dal Cinquecento, furono chiamate quasi ovunque public school, in contrapposizione alle piccole ed elitarie private school, per frequentare le quali si doveva pagare una retta. Nel corso del tempo, però, molte delle più prestigiose grammar school si trasformarono in moderne public school a pagamento; allo stesso tempo, la denominazione tradizionale grammar school fu lasciata a quegli istituti che non richiedevano una retta. Nell'età moderna i fondi per queste scuole non provenivano più da donazioni caritative, bensì da contributi statali.
In seguito allo scisma anglicano del Cinquecento, molte scuole collegate alle cattedrali vennero chiuse e sostituite da fondazioni dotate di immobili provenienti dalla dissolution. Il re Edoardo VI riorganizzò le grammar school e ne fondò di nuove, in modo da costituire un sistema nazionale di queste scuole, mentre il re Giacomo I fondò una serie di royal school nell'Ulster, a partire da The Royal School di Armagh. In teoria, le grammar school avrebbero dovuto essere aperte a tutti e, quindi, offrire un'istruzione gratuita a quanti non potessero pagare una retta; di fatto, invece, solo pochi ragazzi di famiglie umili potevano frequentare queste scuole, in quanto la maggioranza di essi doveva lavorare per aiutare le famiglie stesse.
In Scozia, in conseguenza della riforma locale, scuole come la scuola del coro della cattedrale di Glasgow (risalente al 1124) e la grammar school della Chiesa di Edimburgo (1128) passarono dal controllo della Chiesa a quello dei consigli delle città (burgh), e le città fondarono anche nuove scuole.
La riforma sottolineava la necessità di studiare le scritture, perciò molte scuole aggiunsero fra le materie d'insegnamento il greco e, in qualche caso, anche l'ebraico. L'insegnamento di queste lingue fu rallentato dalla mancanza di caratteri da stampa e di professori che le conoscessero bene.

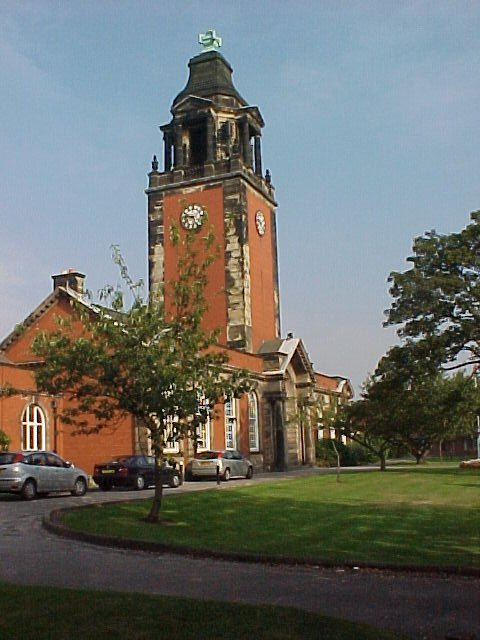
La Liverpool Blue Coat School

La giornata scolastica normalmente iniziava alle sei del mattino e finiva alle cinque del pomeriggio, con un intervallo di due ore per il pranzo. D'inverno la scuola iniziava alle sette e finiva alle quattro di pomeriggio. La maggior parte del tempo era dedicato all'apprendimento mnemonico e ripetitivo della grammatica latina. Nel primo anno si studiava la morfologia e il vocabolario, in modo che nel secondo anno si imparasse a costruire delle frasi latine, e nel terzo anno si cominciasse a tradurre in e dal latino. Alla fine del corso di studi, intorno ai quattordici anni, gli allievi conoscevano i maggiori autori latini, il teatro latino e la retorica. Altre materie, come l'aritmetica e la calligrafia, venivano insegnate in modo meno sistematico.

### Il Settecento e la prima metà dell'Ottocento
Il Dizionario di Samuel Johnson del 1755 definiva una grammar school come "una scuola in cui si studiano le lingue partendo dalla grammatica". Tuttavia, a quest'epoca lo studio delle lingue classiche era diminuita. Una nuova classe mercantile richiedeva lo studio delle lingue moderne e le materie commerciali. La maggior parte delle grammar school fondate nel Settecento insegnavano anche aritmetica e inglese. In Scozia i consigli cittadini aggiornarono i programmi scolastici delle scuole, perciò in Scozia da molto tempo non ci sono più grammar school nel senso tradizionale del termine, sebbene alcune scuole continuino a recare tale denominazione.
In Inghilterra la richiesta da parte delle classi medie urbane di introdurre programmi scolastici più moderni fu spesso appoggiata dagli amministratori delle scuole (che fissavano le rette scolastiche), ma era ostacolata dai presidi, che si facevano forti delle condizioni indicate nello statuto fondativo. Solo poche scuole riuscirono ad ottenere la modifica dello statuto con legge del Parlamento. La controversia fra gli amministratori e il rettore della Leeds Grammar School portò a una causa celebrata avanti alla Court of Chancery: dopo dieci anni il Lord cancelliere stabilì, nel 1805, che "...non abbiamo alcun diritto di cambiare la natura di una fondazione benefica e di riempire una scuola nata per insegnare il latino e il greco, con ragazzi che studiano il tedesco e il francese, la matematica ed ogni altra materia eccetto il latino e il greco". Benché il cancelliere offrisse come compromesso di aggiungere delle materie al nucleo delle lingue classiche, la decisione creò un precedente per tutte le grammar school inglesi, che sembravano perciò avviate al declino. Bisogna, tuttavia, tenere presente che il declino delle grammar school in Inghilterra e Galles non fu uniforme. Inoltre, in aree periferiche come l'Inghilterra settentrionale e il Galles vi erano grammar school specializzate nel dare un'istruzione di livello universitario a giovani intorno ai vent'anni di età, che permetteva loro di essere ordinati pastori anglicani senza frequentare una vera università.

### Età vittoriana

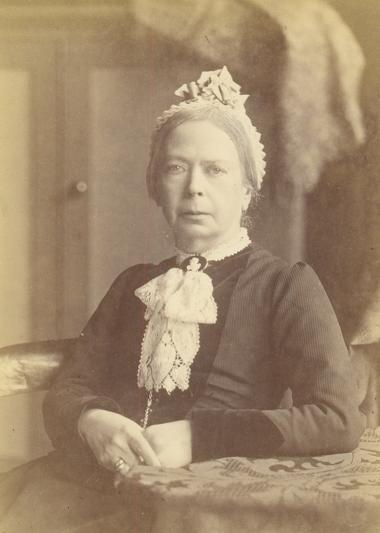
Frances Buss, pioniera dell'istruzione femminile e fondatrice della North London Collegiate School

Durante l'Ottocento, si assistette ad una serie di riforme delle grammar school, che culminarono nell'Endowed Schools Act del 1869. In seguito a tale processo legislativo, le grammar school furono reinventate come scuole secondarie mirate alla preparazione degli studenti destinati a frequentare l'università, seguendo un programma che poteva essere umanistico o scientifico e che spesso continuava a comprendere le lingue classiche.
Il Grammar School Act del 1840 rese possibile l'uso delle entrate della scuola per scopi diversi dall'insegnamento delle lingue antiche, purché vi fosse il consenso del preside. Nello stesso periodo le scuole si riorganizzarono secondo l'indirizzo delle riforme attuate da Thomas Arnold alla Rugby School. Le prime scuole femminili destinate a preparare le allieve all'università furono la North London Collegiate School (1850) e il Cheltenham Ladies' College (1858).
Sulla base del lavoro compiuto dalla Clarendon Commission, che portò all'emanazione del Public Schools Act del 1868 che riorganizzava l'amministrazione patrimoniale di nove scuole molto prestigiose, fu nominata la Taunton Commission per esaminare la situazione delle rimanenti 782 grammar school indipendenti. La commissione mise in rilievo che la distribuzione delle scuole non era rapportata alla popolazione attuale e che la consistenza patrimoniale variava molto da una scuola all'altra: in particolare, il patrimonio delle scuole femminili era generalmente inferiore. Sulla base della relazione, venne emanato l'Endowed Schools Act del 1869, che istituì la Endowed Schools Commission con ampi poteri sul patrimonio delle singole scuole. Di conseguenza, le scuole fondate per impartire una formazione classica ai ragazzi vennero trasformate in scuole miste con programmi d'insegnamento variegati.
Con l'Education (Administrative Provisions) Act del 1907, tutte le scuole che ricevevano fondi statali dovevano riservare gratuitamente almeno un quarto dei posti a ragazzi provenienti da scuole elementari pubbliche. In questo modo, le grammar school facevano parte del variegato sistema scolastico inglese precedente il 1944.

### IlTripartite System
L'Education Act del 1944 istituì il primo sistema nazionale di scuole secondarie finanziate dallo Stato in Inghilterra e Galles, esteso da un'analoga legge all'Iranda del Nord nel 1947: si trattava di quello che è comunemente noto come Tripartite System. Uno dei tre tipi di scuole superiori era la grammar school, ovvero una tipologia di scuole destinate a preparare all'università il miglior quarto dei ragazzi in base agli esami 11-plus (analoghi alla licenza elementare).
I ragazzi che non superavano l'esame si iscrivevano alle secondary technical school o alle secondary modern school, scuole di indirizzo professionale.
Da un punto di vista economico, c'erano due tipi di grammar school:
- più di 1 200 grammar school erano completamente finanziate dallo Stato. Benché alcune fossero di antica istituzione, la maggior parte di esse era stata fondata a partire dall'età vittoriana per ricreare lo stile delle scuole tradizionali;
- poi, c'erano 179 direct-grant grammar school, che ammettevano da un quarto alla metà dei propri allievi provenienti da scuole elementari statali, mentre gli altri pagavano la retta. Queste scuole erano piuttosto indipendenti dalle autorità locali ed erano parte della Headmasters' Conference. Fra di esse, c'erano alcune scuole tradizionali convinte a partecipare al Tripartite System[15].

## Oggi

Nella carta sono indicate in rosso le aree in cui esistevano grammar school nel 1998, nonché le singole scuole o piccoli gruppi di scuole vicine

Il Tripartite System fu smantellato fra il 1965 e il 1976, quando i governi laburisti vollero prima limitare e poi abolire le grammar school per creare le comprehensive school, pubbliche e poste sotto l'autorità degli enti locali. In seguito a tali riforme, la maggioranza delle grammar school fu quindi accorpata con le altre scuole locali per formare le comprehensive school, mentre altre vennero chiuse. In Inghilterra il cambiamento fu meno accentuato, infatti alcune contee e singole scuole resistettero alla trasformazione o alla chiusura.
Le direct grant grammar school nel 1975 furono obbligate a decidere se entrare in una comprehensive school sottoposta all'ente locale oppure diventare una independent school, finanziata interamente dalle rette degli studenti. Dal 1998 è proibito aprire nuove grammar school.
Attualmente, l'espressione grammar school si riferisce normalmente alle scuole in cui l'ammissione è rimasta affidata ad un esame e con finanziamento pubblico: si tratta di 164 scuole in Inghilterra e 69 in Irlanda del Nord.
In Inghilterra solo in poche aree è rimasto un sistema scolastico secondo le linee del Tripartite System. In queste zone l'eleven plus exam è usato solo per selezionare l'insieme dei ragazzi (circa un quarto del totale) ritenuti adatti a frequentare una grammar school. Questo sistema sopravvive nel Buckinghamshire, nei distretti di Rugby e Statford del Warwickshire, nel distretto di Salisbury del Wiltshire e nella maggior parte del Lincolnshire, del Kent, di Reading e del Medway. Fra le aree metropolitane, Trafford e la maggior parte di Wirral sono selettive.
In altre aree le grammar school sopravvivono come scuole molto selettive in territori dove per il resto sono istituite delle comprehensive schools, come, ad esempio, in molti boroughs periferici di Londra. Queste scuole sono molto selettive e si classificano stabilmente nelle prime posizioni riguardanti i risultati scolastici.

## Note

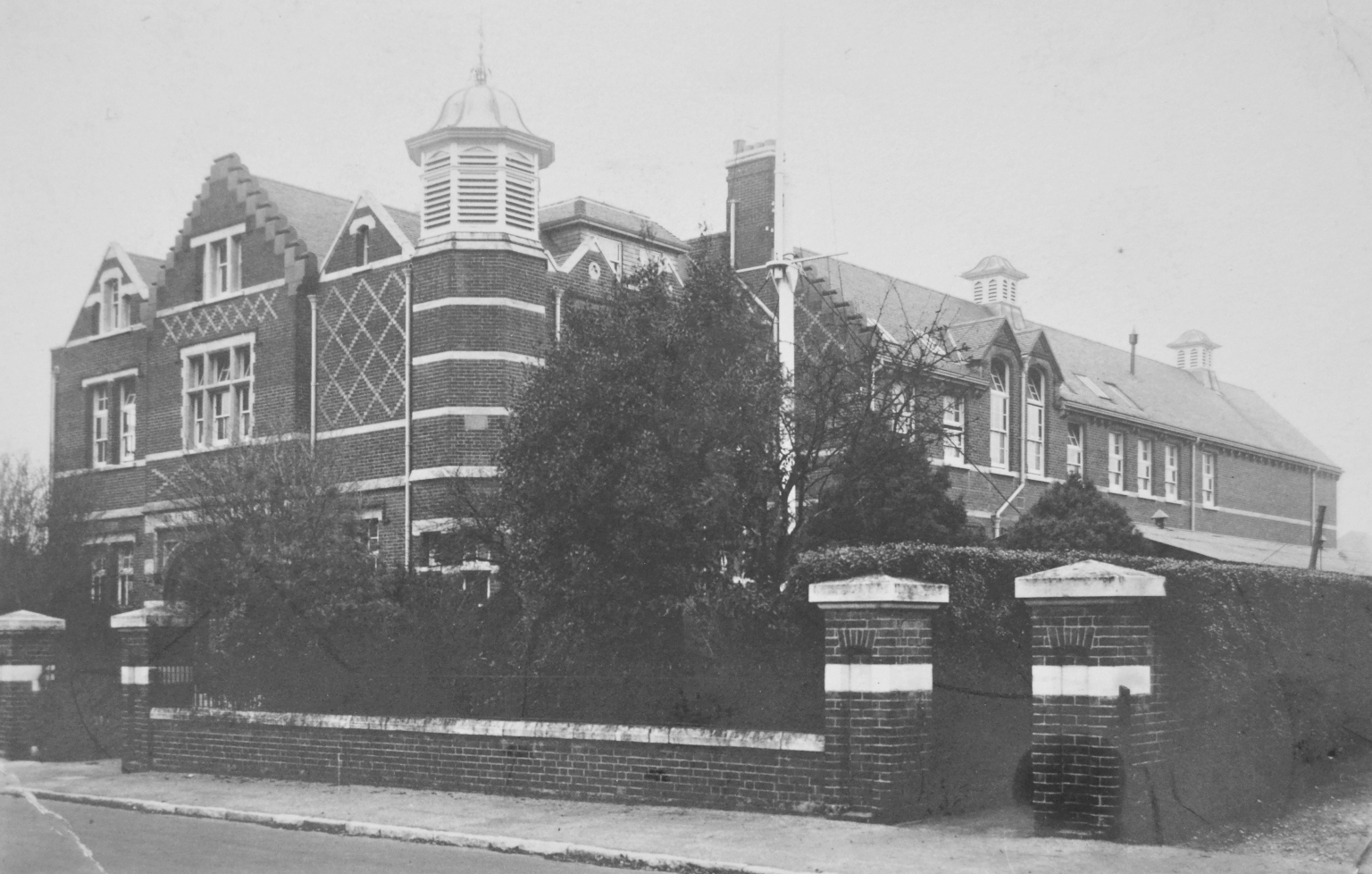
Bournemouth School

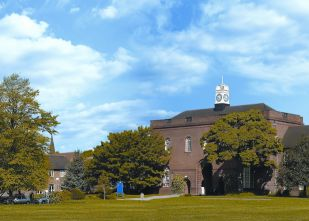
La Manchester Grammar School, la più grande delle direct grant grammar schools